# Аленкер (Португалія)
Аленке́р (порт. Alenquer; МФА: [ɐ.ɫẽ.ˈkeɾ]) — муніципалітет і містечко в Португалії, в окрузі Лісабон. Розташований у західній частині країни, на теренах історичної португальської провінції Ештремадура. Належить до Лісабонського патріархату Католицької церкви в Португалії. Права міського самоврядування має з 1212 року. Поділяється на 11 парафій. За адміністративним поділом, чинним до 1976 року, був складовою провінції Ештремадура. Площа муніципалітету — 304,22 км², населення муніципалітету — 43267 ос. (2011); густота населення — 142,22 осіб/км²
. Патрон — Діва Марія. Святковий день муніципалітету — 1-й четвер після Вознесіння. Поштовий індекс — 2580.  Код місцевої адміністративної одиниці — 1101. Складова статистичного регіону Центр.

## Назва
- Аленке́р (порт. Alenquer, Alemquer) — сучасна назва, що походить з доби свевів, від германського Alan kerk, «аланська церква»[2][3][4], або «аланський замок»[3].

## Географія
Аленкер розташований на заході Португалії, в центрі округу Лісабон.
Аленкер межує на півночі з муніципалітетом Кадавал, на сході — з муніципалітетом Азамбужа, на півдні — з муніципалітетом Віла-Франка-де-Шира і Арруда-душ-Вінюш, на південному заході — з муніципалітетом Собрал-де-Монте-Аграсу, на заході — з муніципалітетом Торреш-Ведраш.

## Історія
У середині XII століття його завоював португальський король Афонсу І.
1211 року, за заповітом португальського короля Саншу І, замок і округа Аленкера перейшли до його доньки Санші. Разом із сестрами вона вела війну з братом і новим королем Афонсу ІІ, що прагнув повернути Аленкер до королівського домену. Міжусобна війна припинилася 1216 року за посередництва римського папи Іннокентія ІІІ; Санша передала володіння королю за грошову компенсацію, а замок — Ордену тамплієрів. Після смерті Афонсу ІІ в 1223 році вона добилася від короля Саншу ІІ повернення доходу з Аленкера та особистого щорічного утримання.
1212 року, в ході міжусобної війни, португальська інфанта Санша надала Аленкеру форал, яким визнала за поселенням статус містечка та муніципальні самоврядні права.
Деякі історики припускають, що саме Аленкер є батьківщиною найвідомішого португальського поета Луїша Камоенша.

## Населення
| Кількість мешканців | Кількість мешканців | Кількість мешканців | Кількість мешканців | Кількість мешканців | Кількість мешканців | Кількість мешканців | Кількість мешканців | Кількість мешканців | Кількість мешканців | Кількість мешканців | Кількість мешканців | Кількість мешканців | Кількість мешканців | Кількість мешканців |
| ------------------- | ------------------- | ------------------- | ------------------- | ------------------- | ------------------- | ------------------- | ------------------- | ------------------- | ------------------- | ------------------- | ------------------- | ------------------- | ------------------- | ------------------- |
| 1864                | 1878                | 1890                | 1900                | 1911                | 1920                | 1930                | 1940                | 1950                | 1960                | 1970                | 1981                | 1991                | 2001                | 2011                |
| 17 443              | 19 764              | 22 976              | 24 774              | 26 340              | 27 168              | 30 015              | 32 597              | 34 477              | 34 998              | 32 586              | 34 575              | 34 098              | 39 180              | 43 267              |

## Парафії
- Абрігада
- Алдейя-Галега-да-Мерсеана
- Алдейя-Гавіня
- Вентоза
- Віла-Верде-душ-Франкуш
- Кабанаш-де-Торреш
- Кадафайш
- Карнота
- Каррегаду
- Мека
- Олялву
- Ота
- Перейру-де-Палякана
- Санту-Ештеван
- Тріана
- Рібафрія

## Економіка, побут, транспорт
Економіка району представлена сільським господарством, харчовою промисловістю, торгівлею, транспортом, будівництвом. Поблизу Оти розташована база військово-повітряних сил, на місці якої планувалось будівництво сучасного міжнародного аеропорту столиці, але 10 січня 2008 року португальським прем'єром було оголошено рішення про перенесення такого до Алкошете.
Серед архітектурних пам'яток відзначають фортецю епохи Середньовіччя (порт. Castelo de Alenquer), монастир Св. Франциска (порт. Convento de São Francisco), декілька багатовікових церков як у селищі так і на території муніципалітету.
Аленкер як і муніципалітет в цілому має добре розвинуту транспортну мережу, з'єднаний з Лісабоном платними швидкісними автомагістралями А-1 та А-10.

## Персоналії
- Даміан де Гойш (1502—1574) — гуманіст, історик, голова Королівського архіву.

## Галерея

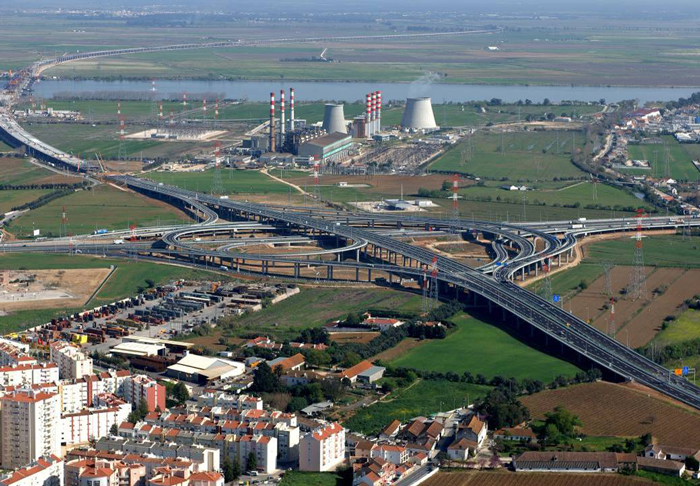
Транспортна розв'язка поблизу Каррегаду
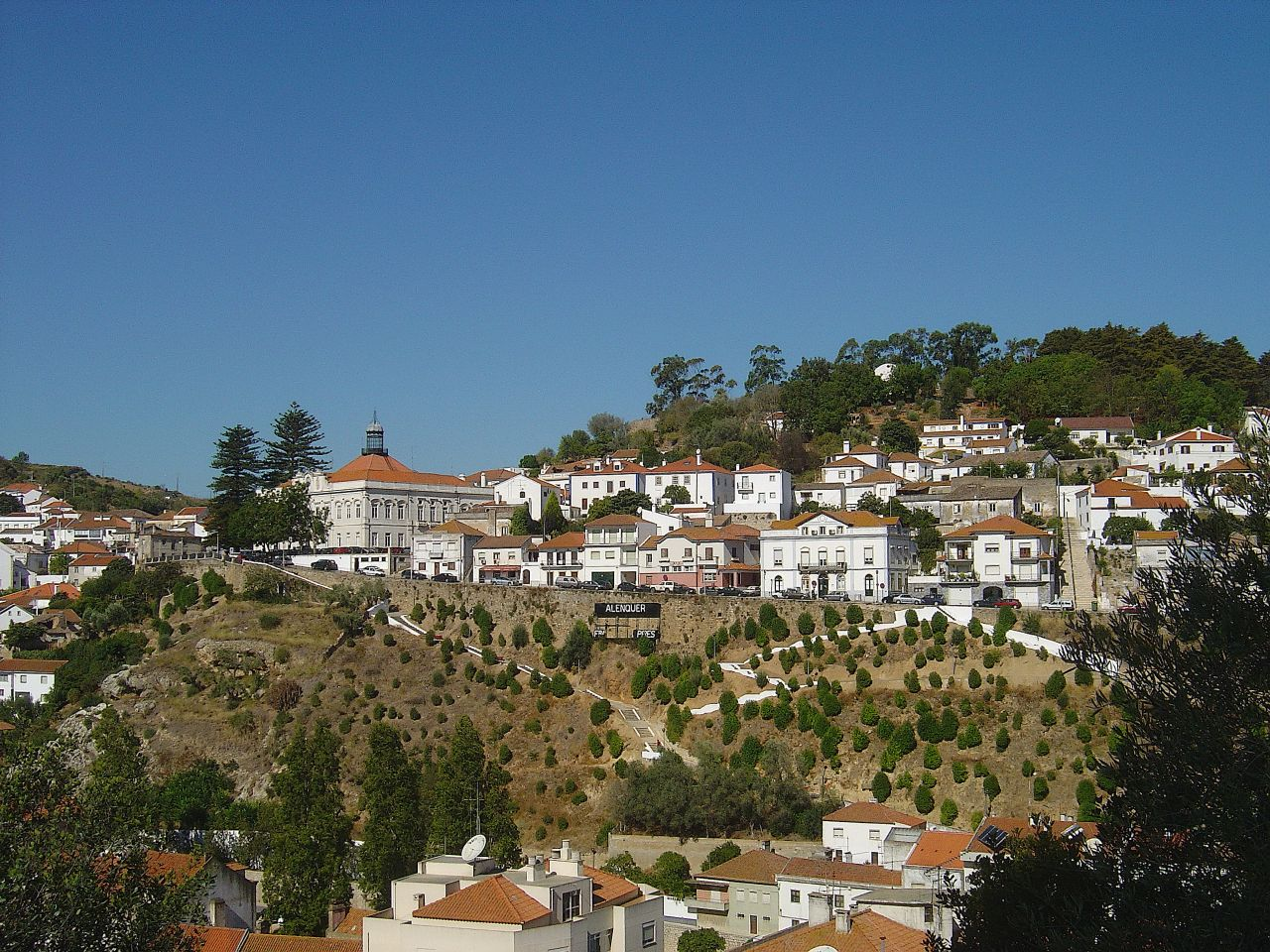
Панорама селища
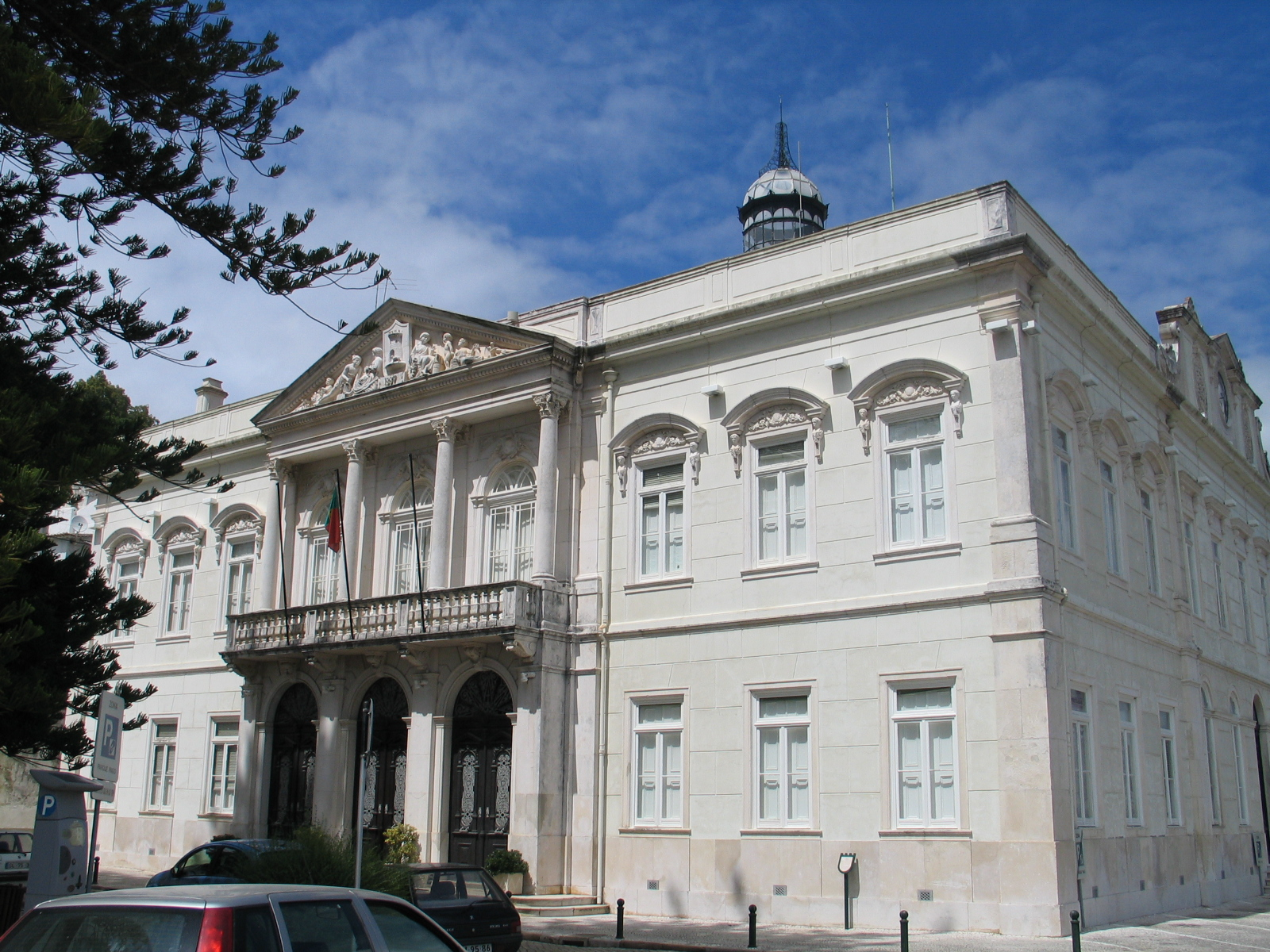
Муніципальний будинок
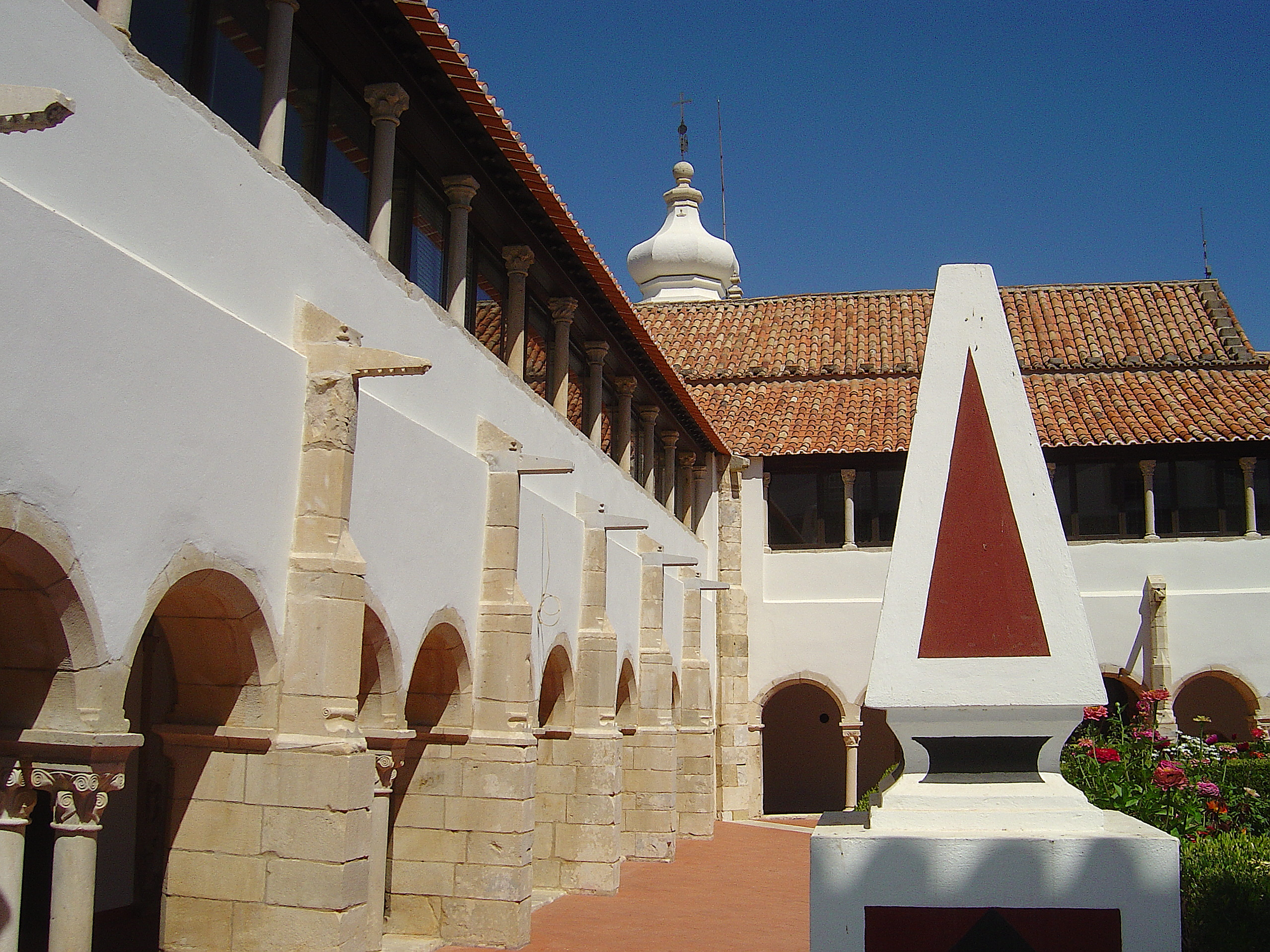
На території монастиря Св. Франциска